# بورو يوفانوفيتش
بورو يوفانوفيتش (بالكرواتية: Boro Jovanović)‏ مواليد 21 أكتوبر 1939 في يوغوسلافيا، هو لاعب كرة مضرب كرواتي سابق. حقق المركز الثاني في بطولة ويمبلدون للزوجي سنة 1962.

## النهائيات

### الزوجي: ( الوصافة 1)
| الحصيلة | السنة | البطولة  | الأرضية | الشريك        | المنافس             | النتيجة            |
| ------- | ----- | -------- | ------- | ------------- | ------------------- | ------------------ |
| الوصافة | 1962  | ويمبلدون | عشبية   | نيكولا بيليتش | بوب هيويت فريد ستول | 2–6, 7–5, 2–6, 4–6 |

## الميداليات
| الميدالية | المسابقة                        |
| --------- | ------------------------------- |
| ذهبية     | ألعاب البحر الأبيض المتوسط 1963 |
| برونزية   | ألعاب البحر الأبيض المتوسط 1963 |

## روابط خارجية
- بورو يوفانوفيتش على موقع رابطة محترفي التنس (الإنجليزية)
- بورو يوفانوفيتش على موقع الاتحاد الدولي لكرة المضرب (الإنجليزية)
- بورو يوفانوفيتش على موقع كأس ديفيز (الإنجليزية)
- بورو يوفانوفيتش على موقع بطولة ويمبلدون (الإنجليزية)
- بورو يوفانوفيتش على موقع خلاصة التنس.كوم (الإنجليزية)